# Jahrestage (Roman)

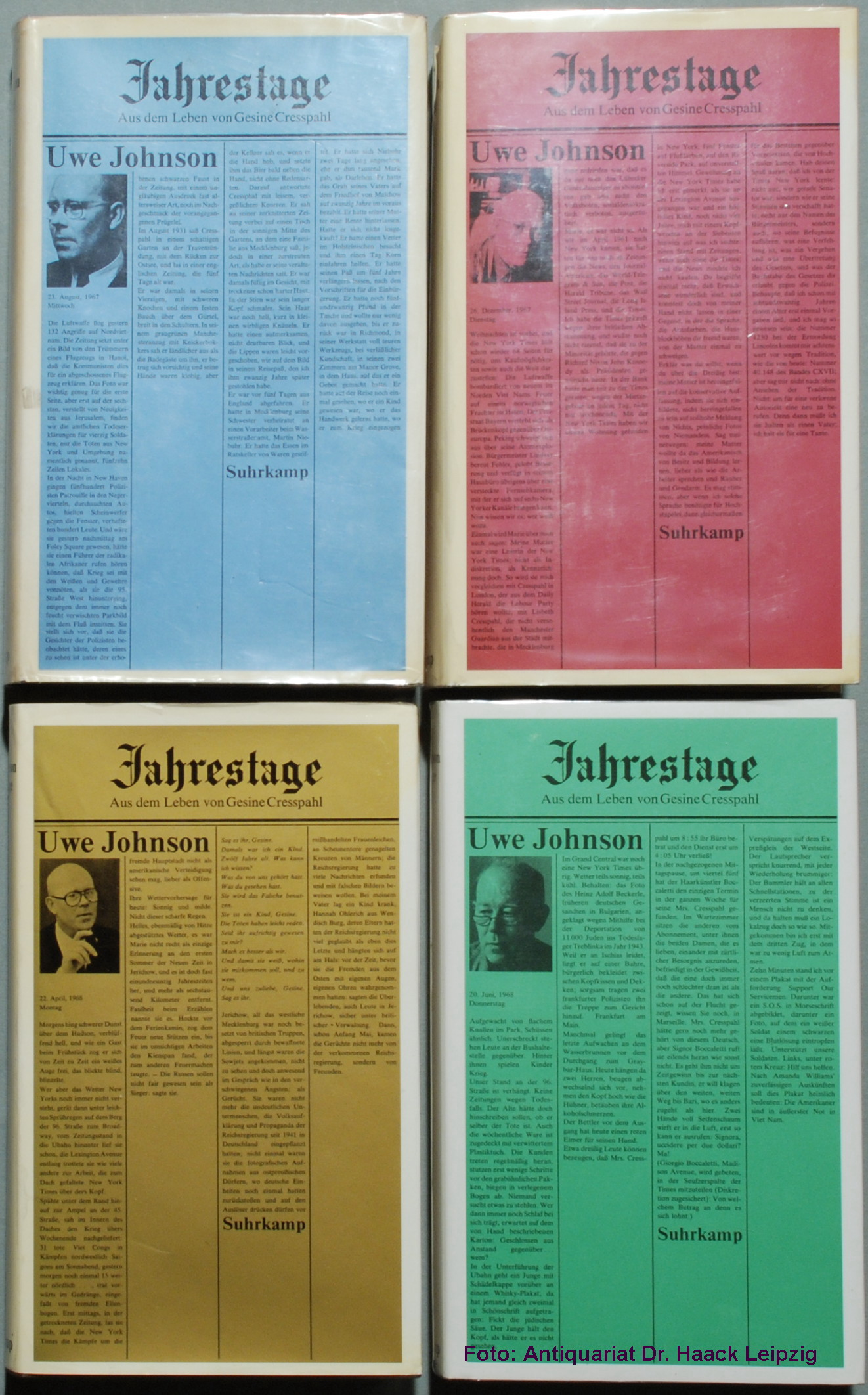
Original-Verlagsumschläge der Erstdrucke

Jahrestage. Aus dem Leben von Gesine Cresspahl ist der Titel des vierbändigen Hauptwerks von Uwe Johnson, erschienen zwischen 1970 und 1983 im Suhrkamp Verlag.
Der zeitliche Bogen des 1703 Seiten umfassenden Romans spannt sich vom Ende der Weimarer Republik, vom Aufstieg des Nationalsozialismus, über die Besetzung Mecklenburgs durch die Rote Armee, über die Anfänge der DDR bis zur Niederschlagung des Prager Frühlings im August 1968. Den zweiten Handlungsort, New York, erlebt die Hauptperson Gesine Cresspahl während des Vietnamkriegs und der sozialen Auseinandersetzungen der 1960er Jahre.

## Übersicht
Die Erzählung begleitet für ein Jahr die anfangs 34-jährige deutsche Bankangestellte Gesine Cresspahl und ihre zehnjährige Tochter Marie vom August 1967 bis zum August 1968 in New York. Gesine und eine Erzähler-Figur, die den gleichen Namen wie der Autor trägt, erzeugen aus dem Strom der täglichen Ereignisse, der Zeitungsmeldungen, Gedanken und Gespräche ein ungewöhnliches New Yorker Tagebuch oder eine subjektive Jahreschronik. In diese werden die Berichte aus dem Leben der Familie Cresspahl in der fiktiven Kleinstadt Jerichow im Mecklenburger Norden von den 1930er Jahren bis zu Gesines Emigration nach New York als wachsende Binnenerzählungen eingefügt.
Mehr als 2/3 der Jahrestage sind eine Auseinandersetzung mit den politischen Entscheidungen der sowjetischen Militäradministration und mit ihrer Politik in der von ihr abhängigen DDR: Die Jerichow-Erzählungen schildern in zunehmender Ausführlichkeit Gewalt und Willkür der Roten Armee. Als Gesine sich entscheidet, die sozialistische Erneuerung in der CSSR im Auftrag ihrer amerikanischen Bank, aber auch aus politischer Überzeugung zu fördern, beenden die Truppen des Warschauer Pakts am 21. August 1968 diesen Versuch der Reform des Stalinismus – damit hat Gesine eine letzte Hoffnung auf eine sozialistische Heimat verloren. Nach der Abrechnung mit dem sowjetischen System, nach dem Scheitern des Prager Frühlings und nach der den Roman durchziehenden kritischen Amerika-Sicht bleibt als politische Haltung nur der Gesines Tochter Marie zugeschriebene „ratlose Antikommunismus“: Jedweder Aufbruch zu einer menschlichen Gesellschaft scheint vorerst verstellt. Aber Gesines verehrter „Lehrer für Englisch und Anstand“, Julius Kliefoth, beschließt den Roman mit einem Anflug von Hoffnung: „Im Grund weiß man vom Leben nur eines: was dem Gesetze des Werdens unterliegt, muss nach diesem Gesetze vergehen.“
Die Erzählung bewegt sich in den Tageskapiteln von „außen nach innen“: sie beginnen in der Regel mit Nachrichten aus der New York Times und meist folgen dann die Erinnerungen Gesines an die Ereignisse in Deutschland. So entsteht ein Doppelroman über das New York der 60er Jahre und über die fiktive mecklenburgische Kleinstadt Jerichow, über schließlich Gesines Flucht in die den Antisemitismus beschweigende und die Wiederaufrüstung betreibende BRD sowie ihre Emigration in die USA. Die Verbindungslinien zwischen New York und Jerichow als Handlungszentren bestehen im hier wie dort vorhandenen Antisemitismus und Rassismus, in der Stadt New York als Diaspora von Flüchtlingen aus Europa, in der KZ-Nummer auf dem Arm von Gesines New Yorker Nachbarin Mrs. Ferwalter.

## Titel
Die „Jahrestage“ sind die im Roman beschriebenen 366 kalendarischen New Yorker Tage vom August 1967 bis August 1968 (1968 war ein Schaltjahr), mitten im Kalten Krieg, im heißen Krieg der USA in Vietnam mit seiner Ausweitung der Kampfmaßnahmen in Nordvietnam, mit täglichem Rassismus, der Bürgerrechtsbewegung, der Korruption und Kriminalität.

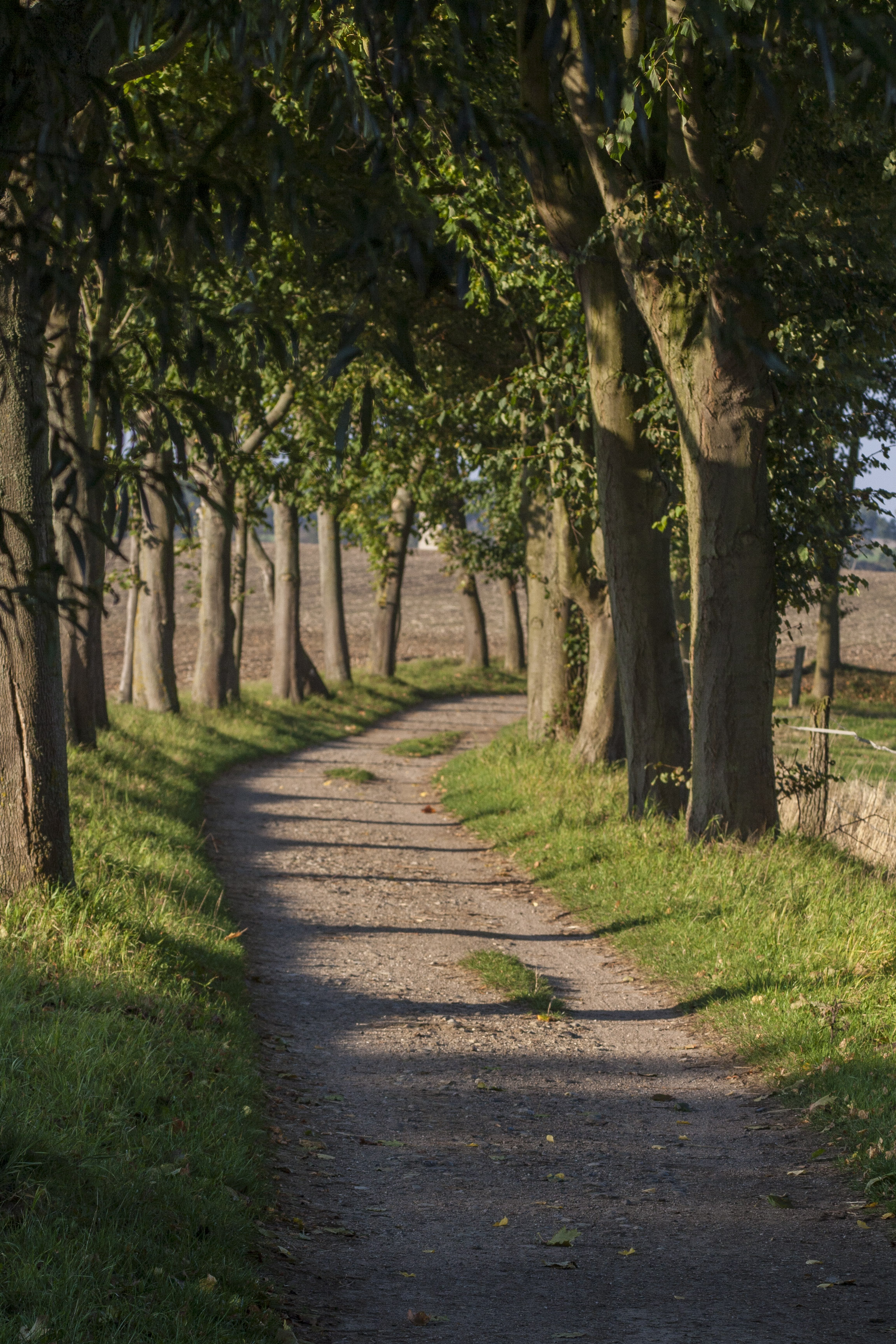
Allee in Mecklenburg bei Boltenhagen

Jahrestage sind aber auch die auf einander folgenden Denktage, Gedenktage, an denen Bedenkenswertes täglich neu geschieht und Erinnerung an längst Vergangenes ihren Platz erhält – so sind die Tage des Jahres 67/68 sowohl Tage der aufmerksamen Beobachtung der Gegenwart als auch des Rückblicks, des Gedenkens an die Ereignisse von vor über 30 Jahren: Gesine hatte früh ihre Mutter, ihren Vater sowie ihren Geliebten und Vater von Marie infolge politischer Umstände verloren – ihre stille Untröstlichkeit ist ein Motiv des sozial fast einsiedlerischen Lebens und ihrer beharrlichen Erinnerungsarbeit.
Die Titelergänzung „Aus dem Leben von ...“ deutet als Unvollständigkeits-Disclaimer schon auf die Fragen der Auswahl, der „Objektivität“ und Zuverlässigkeit heutigen Erzählens hin und damit auf die poetologischen Anlässe zu umfangreichen Diskussionen über die Romanstruktur und Erzählerinstanz der Jahrestage.

## Entstehung
Johnson arbeitete mit Unterbrechungen von 1968 bis 1983 an seinem vierbändigen Hauptwerk, das er am 20. August 1968 enden lässt, dem Tag, bevor die CSSR von Truppen des Warschauer Pakts besetzt und der Versuch eines „Sozialismus mit menschlichem Antlitz“ beseitigt wurde.
Das zunächst nur auf einen Band geplante Werk wuchs innerhalb von fünfzehn Jahren auf einen vierbändigen Roman von 1700 Druckseiten, von denen die ersten drei Bände 1970–73 erschienen, der vierte Band aber erst nach zehnjähriger Pause 1983.
Die Figuren sind z. T. aus anderen Werken Johnsons bekannt: Die Jahrestage haben z. B. die Mutmaßungen über Jakob „zu ihrer Voraussetzung“ und „schreiben diese (...) fort.“ Auch aus dem postum erschienenen Roman Ingrid Babendererde haben Stoff und Personen jenes Erstlings Eingang in die Jahrestage gefunden.

## Suche nach dem richtigen Leben
Zentrales Thema der Jahrestage ist der Prozess der Erkenntnis einer Welt voller Gefahren, bei dem Erinnern, Erleben und Begreifen Basis der eigenen Lebensentscheidungen werden. Das sei Johnsons altes Thema: „Wie ist richtig zu leben und wahrhaftig zu sprechen in dieser Welt allseitig haftbar machender Systemzwänge, ihrer ideologischen Täuschungen und propagandistischen Sprachregelungen? (...) Und wie erzieht man ein Kind in dieser Welt?“ Die fraglichen Entscheidungssituationen sind z. B. das politische Engagement, Flucht und Emigration oder die Anpassung an Hierarchien.
Gesines Ziel ist „Bescheid zu lernen. Wenigstens mit Kenntnis“, im „Bewusstsein des Tages“ zu leben. Nichts soll fehlen zur verständigen „Anwesenheit“ in der Gegenwart, die für Gesine nur als Widerstand gegen eine entfremdete Lebensform möglich ist. Daher spricht Gesine ihre Kommentare und Geschichten auf ein Tonband „für wenn ich tot bin“, da sie befürchtet, dass ihre Anstrengung, auf der Höhe ihrer Zeit zu leben, selbst für ihre altkluge Tochter Marie noch nicht immer verständlich ist.
„Das ist das Thema des gesamten Roman-Zyklus, eine einzige Paraphrase über Politik und Verbrechen, über den Versuch der Menschen, sich zu befreien und über die Vergeblichkeit dieses Versuchs.“ Lebenschancen werden verteilt durch soziale Hierarchien, Gruppenzugehörigkeit, politische Systeme und ihre Kriege. Daher geht es Gesine darum, „den freundlichen Anblick und Augenblick und Moment mit einem scharfen Rand von Gefahr und Unglück“ zu versehen, um sich entsprechend verhalten zu können. Die emotionalen Tiefenströme der Figuren Gesine und Marie sind bestimmt von Gefahr  und Angst. Gesine, ihre Mutter und ihr Vater leben oder lebten mehr oder weniger nah am Aufgeben.

## Kompass der New York Times
Wichtige Passagen des Wegs der Welt-Orientierung führen durch die Seiten der New York Times, sie ist der Anfang aller politischen, sozialen und historischen Erkenntnis. Sie wird von Gesine wie eine Person, eine „ehrliche alte Tante“ erlebt, die durch ihre Vorsortierung der Ereignisse immer auch bevormundende Gouvernante ist, mit der sie sich mehr und mehr auseinandersetzt.

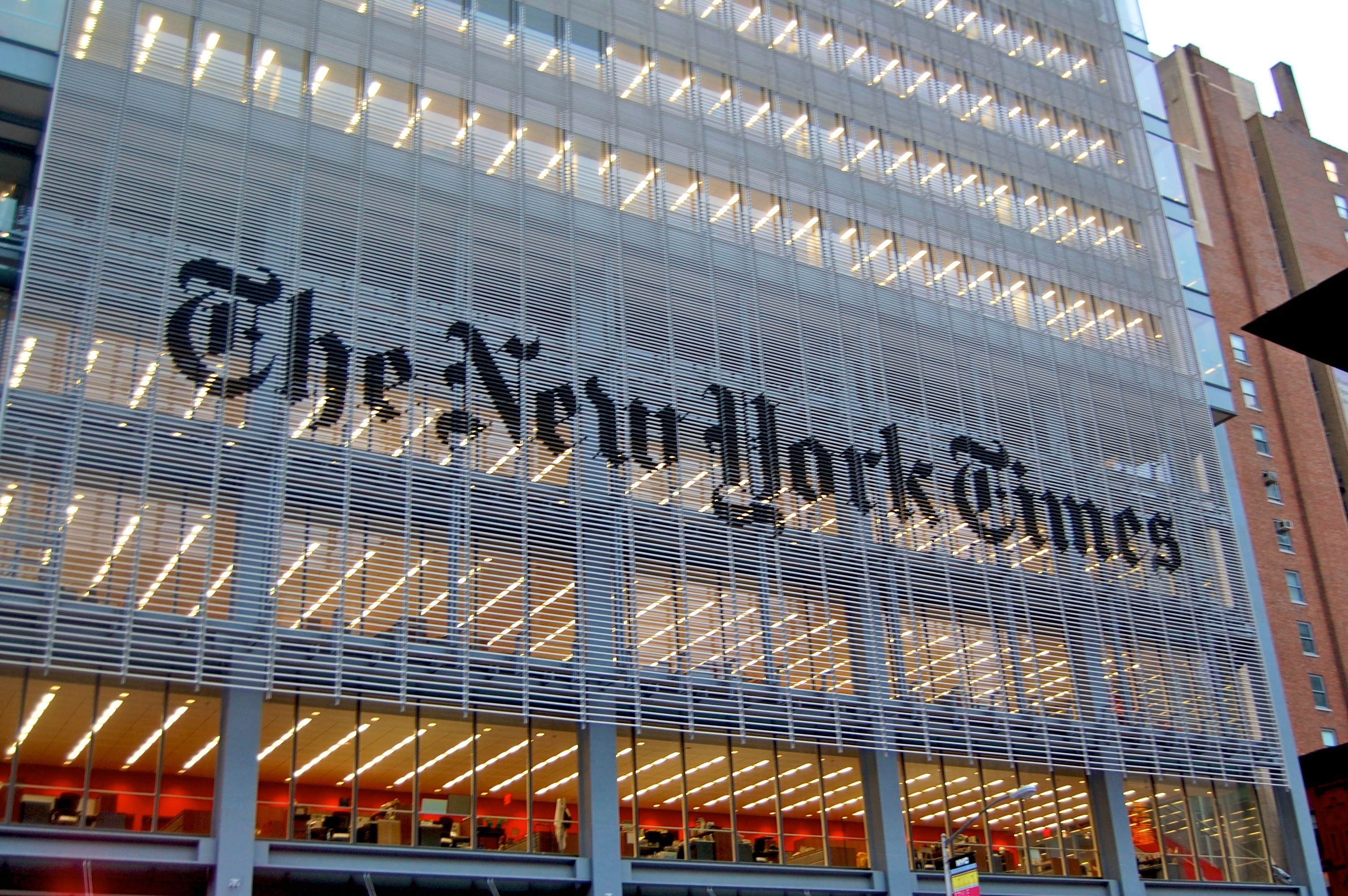
Hauptsitz der NY Times

Lesen ist eine zentrale Funktion der Orientierung in der Welt und das tägliche Studium der Times ist für Gesine – und zunehmend auch für Marie – moralische Pflicht. „Die Zeitungslektüre ist der Kompass für ihre heimatlose Seele.“ Erst die Veröffentlichung in der Times bürgt für die Wahrheit von Nachrichten und damit der Welt, an deren Gegebenheiten man sich orientieren muss.
Die Jahrestage sind „in vielfacher Hinsicht ein Zeitungsroman. (...) In seinen Frankfurter Poetologie-Vorlesungen von 1979 spricht Uwe Johnson einmal davon, dass er in den Jahrestagen sein 'Auffischen der in Arbeit versäumten Wirklichkeit der Stadt mit Ausschnitten aus der New York Times' zum choreografischen Prinzip des Buches erhoben habe.“ Gesine personifiziert mit ihren Anstrengungen diese auf Information und Erinnerung beruhende Erkenntnispraxis, welcher der Leser in seiner Lektüre der 366 Tageseinträge mimetisch selbst praktiziert.

## Erinnerungsarbeit
Die von Gesine in der Times, dem „Tagebuch der Welt“, registrierten Nachrichten stehen nahezu alle im Kontext sozialer und politischer Konflikte, die für Gesine die gesellschaftliche Unmündigkeit in den Nachkriegsgesellschaften der USA und Europas deutlich werden lassen.
Diesem Kaleidoskop der parallelen, disparaten, problematischen Eindrücke wird die Erinnerungsarbeit entgegengesetzt, das zweite Hauptthema der Jahrestage. Es geht darum, die sperrige Vergangenheit mit den Mitteln zu verstehen, durch die wir auch unsere Gegenwart zu begreifen versuchen: mit dem „vielbödigen Raster aus Erdzeit und Kausalität und Chronologie und Logik.“ Die erzählte Vergangenheit, eingefordert von ihrer Tochter, soll daher aus Gesines Sicht auch pädagogisch wirken als eine Vorführung von Möglichkeiten, gegen die Marie sich noch gefeit glaubt.
Die disparate Gegenwart erschwert alle Orientierung und nur in der Erinnerung, nur in der historischen Reflexion, in den fast täglich fortgesetzten Binnenerzählungen der Jerichow-Sequenzen entsteht eine Darstellung von linearen historischen Abläufen und damit eine erzählbare Familiengeschichte. Die im Erzählen gestaltete Vergangenheit ist nur ein unvollständig konstruierter linearer Fluss der Ereignisse, aber dieser Weg der reduzierten Erinnerung ist die einzige Möglichkeit, dem Vergangenen noch eine Einsicht abzuringen, sensibel zu werden für Andeutungen, bevor sie Möglichkeiten werden, aus denen Gefahren entstehen.

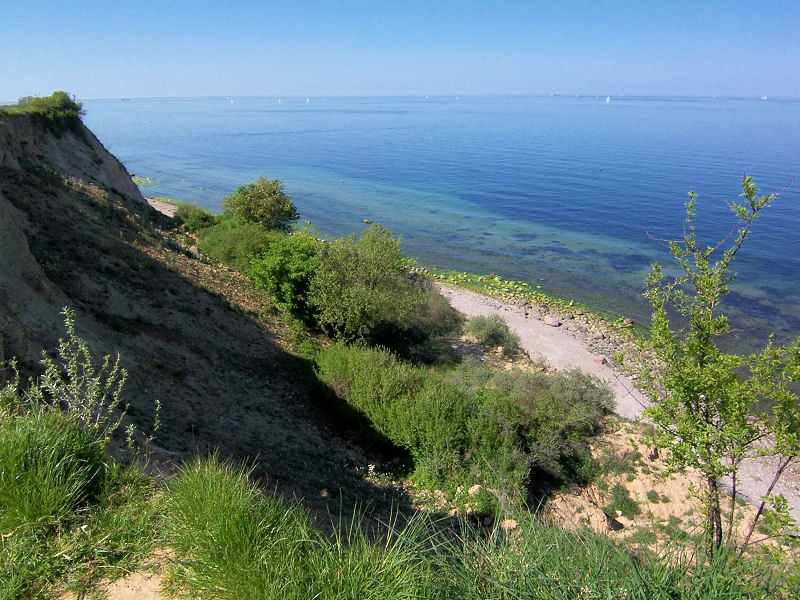
Blick von der Steilküste in die Mecklenburger Bucht bei Großklützhöved

## Struktur der Erzählung
Der Roman ist keine fortlaufende Chronik, kein Tagebuch mit subjektbezogenen Inhalten, sondern Montage, Collage oder Mosaik von Zeitungsnotizen, Episoden, Erinnerungen, Charakterbildern, Dialogen und Briefen. Der Roman erzählt seine Geschichten außerdem in einer doppelten Brechung: Einerseits „vertikal“ unterschieden auf den Zeitebenen der New Yorker Gegenwart und Jerichower Vergangenheit, andererseits „horizontal“ unterschieden zwischen einer im Vordergrund, auf den ersten Blick, souverän erscheinenden Erzählerin Gesine und der im Hintergrund mit die Feder führenden Erzähler-Figur „Johnson“. Dem Autor war diese erzählerische Neuerung bewusst und er problematisiert mehrfach den Modus des eigenen Erzählens.
„Seinen radikalen Bruch mit jeder traditionellen Erzählform – die unterschiedlichen Erfahrens-, Berichts- und Erinnerungsebenen schieben sich oft in einem einzigen Satz ineinander – hat er vor Jahren seinem amerikanischen Lektor fast schnippisch-kurz erklärt, auf dessen Erkundigung nach traditioneller Form: ,Das ist eine ziemlich grundsätzliche Frage – und sie erfordert eine umfassende Antwort, und ich weiß keine umfassende Antwort. Ich bin sicher, es gibt Geschichten, die man so einfach erzählen kann, wie sie zu sein scheinen. Ich kenne keine.‘“

## Erzählen im Team
Gesines Tochter Marie ist meist anwesend, wenn Gesine ihre Berichte mit dem Tonband aufnimmt. Marie hört nicht passiv zu, sondern fragt dazwischen und fordert Präzisierungen, kritisiert, zweifelt an den Darstellungen ihrer Mutter und zwingt sie zu Änderungen. Der Autor lässt Marie das Problem der Attraktivität aller gestalteten Erinnerungen mehrmals zärtlich-distanzierend und mecklenburgisch auf den Punkt bringen: „Du lüchst so schön!“
Aber nicht nur Marie beeinflusst die Erzählung, sondern auch die Figur des Erzählers „Johnson“, die von Gesine den Auftrag bekommen hat, dieses eine Jahr 1967/68 zu beschreiben. Der Johnson-Erzähler tritt im Text als Dialogpartner Gesines auf, gestaltet letztlich für sie den Text und ist damit für die künstlerische Form ihrer Biographie verantwortlich. Aber nicht immer können sich Auftraggeberin und der „Genosse Schriftsteller“ über Quantität und Qualität der Tageseinträge einigen und manchmal bleibt dann als Kompromiss nur der Hinweis auf eine Streichung.
Erst die Einführung des gedoppelten Erzählers ermöglicht kritisches Nachfragen, notwendige Ergänzungen oder Auslassungen und gegebenenfalls sogar Korrekturen – und verdeutlicht damit die Annäherung an die Wahrheit als Prozess einer Verhandlung. So ist die Erzählung das Ergebnis einer ungewöhnlichen Teamarbeit, durch die die narrative Fiktion gebrochen, der Anspruch an die größtmögliche Wahrheit der Begebenheiten wenigstens narrativ erfüllt und die Aktivierung des Lesers erreicht wird. Aus diesen narrativen und erkenntnistheoretischen Gründen wird der Erzählerin Gesine eine Reflektor-Figur zur Seite gestellt und diese trägt den Namen des Autors, um die gewünschten Effekte nicht als Figurenspiel innerhalb der Narration erscheinen zu lassen.
Ist dann auf Gesine als Zeugin ihres Lebens überhaupt noch Verlass, da doch die Johnson-Erzähler-Figur mehr über ihr Leben weiß als sie selbst? Diese Verunsicherung des Lesers über den Bürgen für ihre Biografie unterstreicht die in der Komposition angelegte Unsicherheit über die richtige Version der Fakten und über ihr weltanschauliches Resümee. Die schon durch die Nachrichtenbruchstücke aus der Times enttäuschte Lesererwartung an ein lineares, verlässliches Erzählen wird durch die Mitwirkung des weitgehend im Hintergrund wirkenden Erzählers ein zweites Mal nicht erfüllt. Der Leser verbleibt in der auch für ihn geltenden existenziellen Unsicherheit über die Wahrheit und das erinnerte Leben und wird so auf die Aufgabe zurückgeworfen, den Reim auf die Ereignisse selbst zu erfinden: „Geschichte ist ein Entwurf.“

## Sprache und Stil
Die Sätze der Jahrestage sind übersichtlich und parataktisch gebaut, attributreich, gegenstands- und objektorientiert und verwenden eine ungewöhnliche Anzahl fremder Sprachen (neben Deutsch sind dies u. a. Englisch, Französisch, Tschechisch, Russisch, Dänisch, Mecklenburger Plattdeutsch …).
Rolf Becker registriert Werkkontinuität: „Nicht nachgelassen hat Johnsons eigensinnige, auch manchmal kauzig-umstandskrämerische Benennungssorgfalt.“
Der komplizierte Annäherungsprozess Gesines und ihres Erzählers an die Wirklichkeit werde deutlich in der vorsichtigen, probeweisen Verwendung ungewöhnlicher Formulierungen – aber wenn er den alltäglichen Rassismus in den USA beschreibt, „findet er kantige und direkte Worte“, meint Heike Mund.
Andreas Bernard schätzt an Johnsons Sprache, dass sie „in jedem Ausdruck, in jedem Satz das Verhältnis zwischen den Worten und den Dingen neu zu bestimmen sucht und sich keine überkommene Formulierung, keine eingeschliffene Ungenauigkeit erlaubt“ und damit „eine ungewöhnliche Intensität (erzeugt).“
Fritz J. Raddatz findet einen „Wunderbau aus Worten“, während Marcel Reich-Ranicki ihn als „ledern, nein, kunstledern“ (zitiert nach Rolf Michaelis) empfindet.

## Rezeption
Die Jahrestage wurden in die ZEIT-Bibliothek der 100 Bücher aufgenommen und 1999 wählten Schriftsteller, Kritiker und Germanisten in einer Aktion des Literaturhauses München die Jahrestage auf Rang 6 ihrer Liste der wichtigsten deutschsprachigen Romane des 20. Jahrhunderts.
„Obwohl die Jahrestage als unlesbar galten, nahmen die Literaturkritiker Johnsons „Blick in die Epoche“ euphorisch auf“, resümiert Heike Mund.
Rolf Michaelis skizziert die Bandbreite der Reaktionen: „Ruhig ist über ein so gelassen, manchmal fast behaglich erzählendes Buch aus dem letzten Drittel des zwanzigsten Jahrhunderts offenbar nicht zu reden. ‚Schwerfälligen Satzbau‘, ‚prätentiösen Tonfall‘, ‚steife und altbackene Sprache‘ kreidet ein Leser der älteren Generation (Reich-Ranicki) der von ihm als ‚ledern, nein, kunstledern‘ geschmähten ‚mecklenburgischen Chronik‘ an, während ein jüngerer Kritiker (Urs Jenny) die ‚bewegende Lebendigkeit‘ eines Buches rühmt, das ‚niemand außer Uwe Johnson‘ schreiben könne: ‚so stur, so skrupelvoll, so geduldig und so sensibel‘.“
„Der Kritiker Joachim Kaiser“, schreibt der anonyme Autor in getabstract.com, „lobte die Jahrestage-Tetralogie als ‚opus magnum‘ und forderte, sie ‚den großen Werken unserer deutschen Literaturgeschichte an die Seite zu stellen.‘ (...) Einige Kritiker bemängelten die extrem sperrige Lektüre und das fehlende psychologische Einfühlungsvermögen des Autors für seine Figuren. (...) Siegfried Unseld sah in dem Werk über ein ‚Weltjahr‘ den bisher ‚letzten Epochenroman‘ und verglich ihn mit James Joyce’ Ulysses über einen ‚Welttag‘: ‚Er ist zugleich Epiphanie der Alltäglichkeit und doch Utopie-Entwurf.‘ Für viele begann mit Johnson die eigentliche deutsche Nachkriegsmoderne.“
Die Wiener Zeitung nennt die Jahrestage eine „Pflichtlektüre für Literaturliebhaber“.

## Ausgaben
- Uwe Johnson: Jahrestage. Aus dem Leben der Gesine Cresspahl. Einbändige Ausgabe. Suhrkamp, Frankfurt am Main (= suhrkamp taschenbücher. Band 1728).
- Uwe Johnson: Jahrestage. Aus dem Leben von Gesine Cresspahl, 2. Auflage. Band 1–4. Suhrkamp: Frankfurt a. M. 2017, 1. Band S. 7 – 432 ISBN 978-3-518-46451-9, 2. Band S. 435 – 901 ISBN 978-3-518-46452-6, 3. Band S. 905 – 1231 ISBN 978-3-518-46453-3, 4. Band S. 1235 – 1703 ISBN 978-3-518-46454-0

## Übersetzungen
Der Roman erschien in zahlreichen Sprachen, 2018 in den USA.
- Anniversaries: From a Year in the Life of Gesine Cresspahl, New York Review of Books, ISBN 978-1-68137-203-7.[48]

2020 erschienen die Jahrestage auf Niederländisch
- Een jaar uit het leven van Gesine Cresspahl, Uitgeverij Van Oorschot, in einem Band, ISBN 978-90-282-8044-1.[49]

Schon früher waren Übersetzungen erschienen, so in Frankreich
- Une année dans la vie de Gesine Cresspahl, Verlag Gallimard, Band 1, ISBN 2-07-029297-5, Paris 1975; Band 2, ISBN 2-07-029836-1, Paris 1978; Band 3, ISBN 2-07-029985-6, Paris 1980; Band 4, ISBN 2-07-072441-7, Paris 1993.[50]

In Italien erschienen die Jahrestage zwischen 2014 und 2016
- I giorni e gli anni, L'orma editore, Roma 2014 und 2016.[51]

In Dänemark kamen die Jahrestage 2021 heraus
- Årsdage, Forlaget Vandkunsten, ISBN 978-87-7695-313-3, Kopenhagen 2021[52]

In Serbien ist das Erscheinen ebenfalls vorgesehen, der Suhrkamp-Verlag verkaufte die Rechte an den Verlag Laguna in Belgrad.

## Verfilmung
Mit dem Titel Jahrestage wurde der Roman 1999/2000 von Margarethe von Trotta mit Suzanne von Borsody, Axel Milberg, Matthias Habich, Nina Hoger und Hanns Zischler als vierteiliger Fernsehfilm verfilmt (Dauer: 360 Minuten, Produzent: Wolfgang Tumler).

## Hörbuch
- 2023: Uwe Johnson: Jahrestage – Aus dem Leben von Gesine Cresspahl, Der Audio Verlag, 8 mp3-CDs (73 Stunden 53 Minuten), ISBN 978-3-7424-2314-6